# Bébédjia
Bébédjia es una localidad de Chad, situada en la región de Logone Oriental, capital del departamento de Nya. Contaba con 28.195 habitantes (2009).
Se vio fuertemente afectada por un tornado en el año 2007.